# Un hombre de arena
El hombre de arena  es una película de Argentina filmada en Eastmancolor dirigida por Mario Cañazares sobre su propio guion que se estrenó el 4 de agosto de 1983 y que tuvo como actores principales a Cristian Carrizo y Jorge Rodríguez.

## Sinopsis
Un paleador de arena, entre la libertad de su trabajo y la subsistencia en la ciudad.

## Reparto
- Cristian Carrizo
- Jorge Rodríguez
- Teresita Terraf
- Antonio Grimau
- Ana María Picchio

## Comentarios
Jorge Abel Martín en Tiempo Argentino escribió:

«Un esfuerzo limitado a las buenas intenciones…Textos imposibles y pretensiosos…Teresita Terraf y Jorge Rodríguez…más en el caso de la primera, otorgan convencimiento y verosimilitud a sus personajes, por emcima del esquematismo de las situaciones.»

La Nación opinó:

«Notable prueba de madurez fílmica y narrativa.»

Daniel López en La Voz del Interior dijo:

«Con sinceridad y rigor….tanto la expresiva fotografía y el sensible manejo de la cámara…como la ambientación y el sonido directo, son trabajos de muy buen nivel.»